# Ion Ionescu
Ion Ionescu (Rudna, Rumania; 2 de mayo de 1936 – Timișoara, 30 de junio de 2024) fue un futbolista y entrenador de fútbol rumano que jugó en la posición de centrocampista. Era nombrado familiarmente como Jackie.

### Inicios
Ionescu jugó en Politehnica Timișoara (1953-1954), Progresul Sibiu (1955), Ştiinţa București (1956-1959) y Victoria București (1959–1960).
Fue entrenador de Politehnica Timișoara (1972–1975, 1980–1983, 1986–1988, 1991–1992, 1997–1999, 1999–2000), Jiul Petroșani (1975–1976), CFR Timișoara (1976–1977), UTA Arad (1977–1979, 1996–1997), CSM Reșița (1979), Aurul Brad (1983–1984), Corvinul Hunedoara (1984–1986, 1990–1991), Sportul Studențesc (1988–1990), Progresul București (1993–1994).
Como entrenador ganó la Copa de Rumania con Politehnica Timişoara in 1980 lo que le valió para participar en los Ganadores de la Copa de Europa en 1980 y en la copa de la UEFA en 1992. Entrenó al equipo nacional universitario de Rumania durante la Copa Mundial de Futbol Universitario en Mónaco en 1974.
Después de su retiro como entrenador, continuó su carrera como visor del Politehnica Timișoara (2005-2007), periodista deportivo de varios periódicos y muy conocido como analista deportivo con apariciones frecuentes en la TV y en el radio.
Ha publicado siete libros y ha dado cursos universitarios a través del país.
Ionescu fue galardonado con el premio "ciudadano de honor" de Timisora.

## Carrera

### Jugador
| Periodo   | Club                     |
| --------- | ------------------------ |
| 1953-1954 | FC Politehnica Timişoara |
| 1955–1956 | Progresul Sibiu          |
| 1956–1959 | Ştiinţa București        |
| 1959–1960 | Victoria București       |

### Entrenador
| Periodo   | Club                     |
| --------- | ------------------------ |
| 1972–1975 | FC Politehnica Timișoara |
| 1975–1976 | CS Jiul Petroșani        |
| 1976–1977 | FC CFR Timișoara         |
| 1977–1979 | FC UTA Arad              |
| 1979      | CSM Reșița               |
| 1980–1983 | FC Politehnica Timișoara |
| 1983–1984 | CSM Aurul Brad           |
| 1984–1986 | FC Corvinul Hunedoara    |
| 1986–1988 | FC Politehnica Timișoara |
| 1988–1990 | FC Sportul Studențesc    |
| 1991–1992 | FC Politehnica Timișoara |
| 1993–1994 | AFC Progresul București  |
| 1996–1997 | FC UTA Arad              |
| 1997–2002 | FC Politehnica Timișoara |

## Logros

### Jugador
- Liga III (1): 1958–59

### Entrenador
- Cupa României (1): 1979–80
- Liga II (2): 1972–73, 1983–84